# NP (Automarke)
NP war eine britische Automobilmarke, die von 1922 bis 1925 von der Salmons Car Co. Ltd. in Newport Pagnell (Buckinghamshire) gefertigt wurde. NP steht dabei für den Fertigungsort. Salmons war eigentlich ein Stellmacherbetrieb und stattete daher seine Automobile mit zugekauften Motoren aus.
Das kleinere Modell war der NP 12/16 hp. Der Wagen besaß einen obengesteuerten Vierzylinder-Reihenmotor mit 1,8 l Hubraum. Er hatte einen Radstand von 2819 mm und wurde nur 1922 angeboten.
1923 erschien der größere NP 14/22 hp, dessen Vierzylindermotor 2,1 l Hubraum besaß. Der Radstand des Wagens betrug 2.972 mm.
Ende 1925 war die Marke wieder vom Markt verschwunden.

## Modelle
| Modell   | Bauzeitraum | Zylinder | Hubraum  | Radstand |
| -------- | ----------- | -------- | -------- | -------- |
| 12/16 hp | 1922        | 4 Reihe  | 1795 cm³ | 2819 mm  |
| 14/22 hp | 1923–1925   | 4 Reihe  | 2121 cm³ | 2972 mm  |